# Julio Colomer Vidal
Julio Colomer Vidal (1901-Valencia, 19 de agosto de 1936) fue un Abogado del Estado y político español. 

## Biografía
Trabajó como abogado en Valencia y militó en la Derecha Regional Valenciana (DRV). En las elecciones generales de España de 1936 fue elegido diputado por la provincia de Valencia por la CEDA. Fue asesinado en Valencia el 19 de agosto de 1936 al comienzo de la guerra civil española, el mismo día que el industrial Vicent Noguera Bonora.